# Куртуа, Гийом
Гийом Куртуа, или Гульельмо Кортезе, по прозванию Иль Боргоньоне или Ле Бургиньон (фр. Guillaume Courtois; итал. Guglielmo Cortese, Il Borgognone; фр. Le Bourguignon; 12 февраля 1628, Сен-Ипполит, графство Бургундия — 14 или 15 июня 1679, Рим) — франко-итальянский художник: рисовальщик, живописец и гравёр академического направления. Работал в Италии, главным образом Риме. Брат Жака Куртуа (Джакомо Кортезе), художника батальных сцен, и Жана-Франсуа Куртуа.

## Биография
Гийом Куртуа родился в Сен-Ипполите (графство Бургундия), на территории современной Франции (отсюда его позднейшее итальянское прозвание Бургундец — Il Borgognone), в семье малоизвестного художника Жана-Пьера Куртуа. О юности Гийома известно мало, но предполагается, что начальное обучение он получил у отца. Отец и его сыновья отправились в Италию примерно в 1636 году, когда Гийом был ещё ребёнком. Они побывали в Милане, Болонье, Венеции, Флоренции и Сиене, затем в 1639—1640 годах оказались в Риме.
Возможно, Гийом Куртуа поселился в Риме ещё в 1638 году, где поступил учеником в мастерскую Пьетро да Кортоны. Предполагается, что здесь он дополнил свое обучение рисованием с натуры и копированием работ Джованни Ланфранко и Андреа Сакки. Он также изучал болонских художников, в частности, Гверчино и сформировал собственный классицистический стиль с элементами экспрессивного маньеризма, частично напоминающий стиль Карло Маратты. В иной версии Гийом и Жак оставались вместе до конца 1640-х годов и Гийом Куртуа попал под влияние Пьетро да Кортоны только тогда, когда работал под его началом в 1656 году.
Первые заказы художник стал получать от папского нунция Камилло Памфили, большую часть своей активной жизни он провёл в Риме. Скончался от подагры 14 или 15 июня 1679 года. Его учениками были Жан-Блез Шардон и Антуан Дюпре.

## Творчество
Гийом Куртуа работал в основном в историческом жанре, писал также пейзажи и картины на библейские и мифологические сюжеты. Иногда его, как и старшего брата Жака, называют художником-баталистом из-за его участия в оформлении капеллы Конгрегации иезуитов, небольшой молельни, расположенной в помещении Римской коллегии, примыкающей к церкви Сант-Иньяцио в Риме. Это была совместная работа братьев Гийома и Жака. Однако установлено, что Жак, специалист по батальным сценам, изображал картины сражений на дальнем плане фресок. Гийом писал эпизоды триумфов, приписываемых вмешательству Мадонны: Ираклий побеждает армии Хосрова, Св. Пульхерия, Триумф императора Зимишеса, Битва Людовика IX Французского и Юлиана Отступника, пронзённого святым Меркурием.
Ранние рисунки Гийома Куртуа представляют собой батальные сцены и показывают, что изначально он находился под влиянием своего брата. Он же писал «Битву Иисуса Навина» для галереи Александра VII в Квиринальском дворце и «Мученичество святого Андрея» для главного алтаря церкви Сант-Андреа-аль-Квиринале. Гийом Куртуа также создал несколько портретов и сотрудничал с другими художниками в картинах бытового жанра. Эти работы демонстрируют влияние Пьетро да Кортоны в сочетании с влиянием стиля барокко Агостино Карраччи и Джованни Ланфранко. Гийом Куртуа также работал в 1658—1659 годах вместе с Пьером Франческо Молой, Гаспаром Дюге, Франческо Коцца и Джованни Баттиста Тасси над украшением дворца Вальмонтоне Камилло Франческо Марии Памфили. Некоторые фигуры, написанные Куртуа в этом дворце, ранее приписывались Моле.
Помимо частого сотрудничества со своим братом Жаком, зафиксирован ряд совместных работ Гийома Куртуа и Абрахама Брейгеля, фламандского художника, мастера натюрморта, работавшего в Риме. Примером может служить «Натюрморт из фруктов и цветов с фигурой» (продан на аукционе Sotheby’s 29 января 2015 года в Нью-Йорке). Натюрморт был написан Брейгелем, а Куртуа изобразил женскую фигуру.

## Галерея

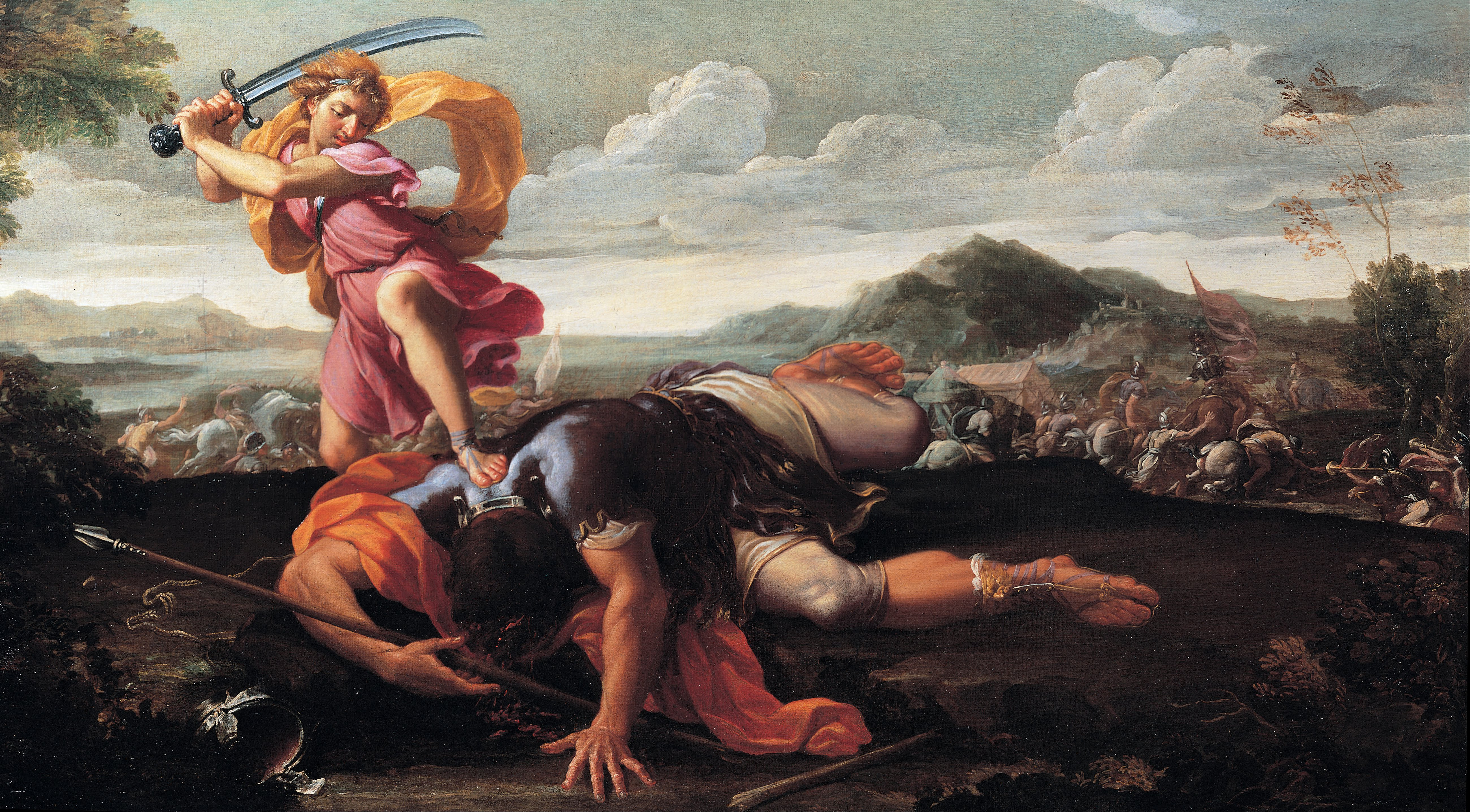
Давид и Голиаф. Между 1650 и 1660. Холст, масло. Капитолийские музеи, Рим
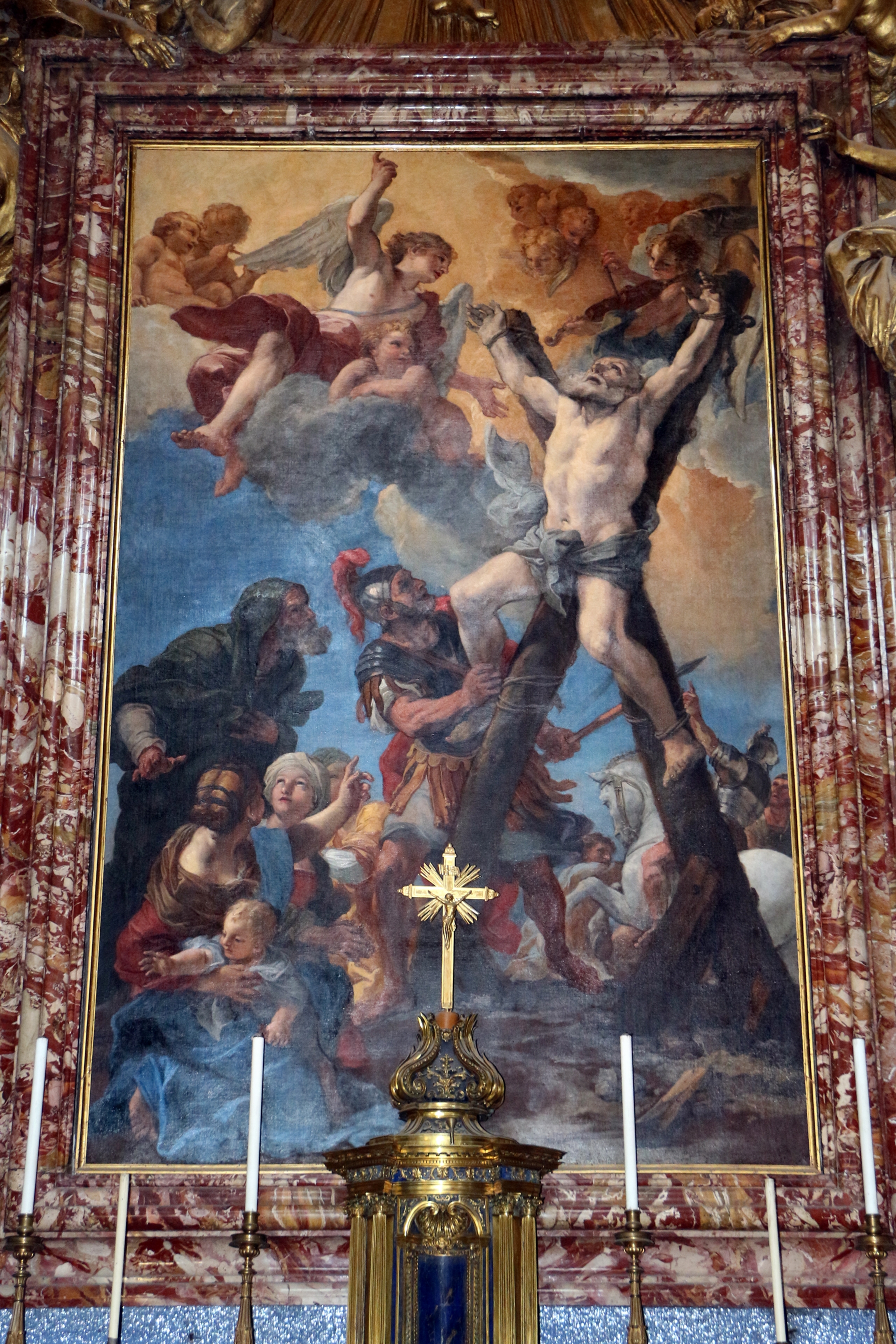
Мученичество Святого Андрея. 1668. Холст, масло. Церковь Сант-Андреа-аль-Квиринале, Рим
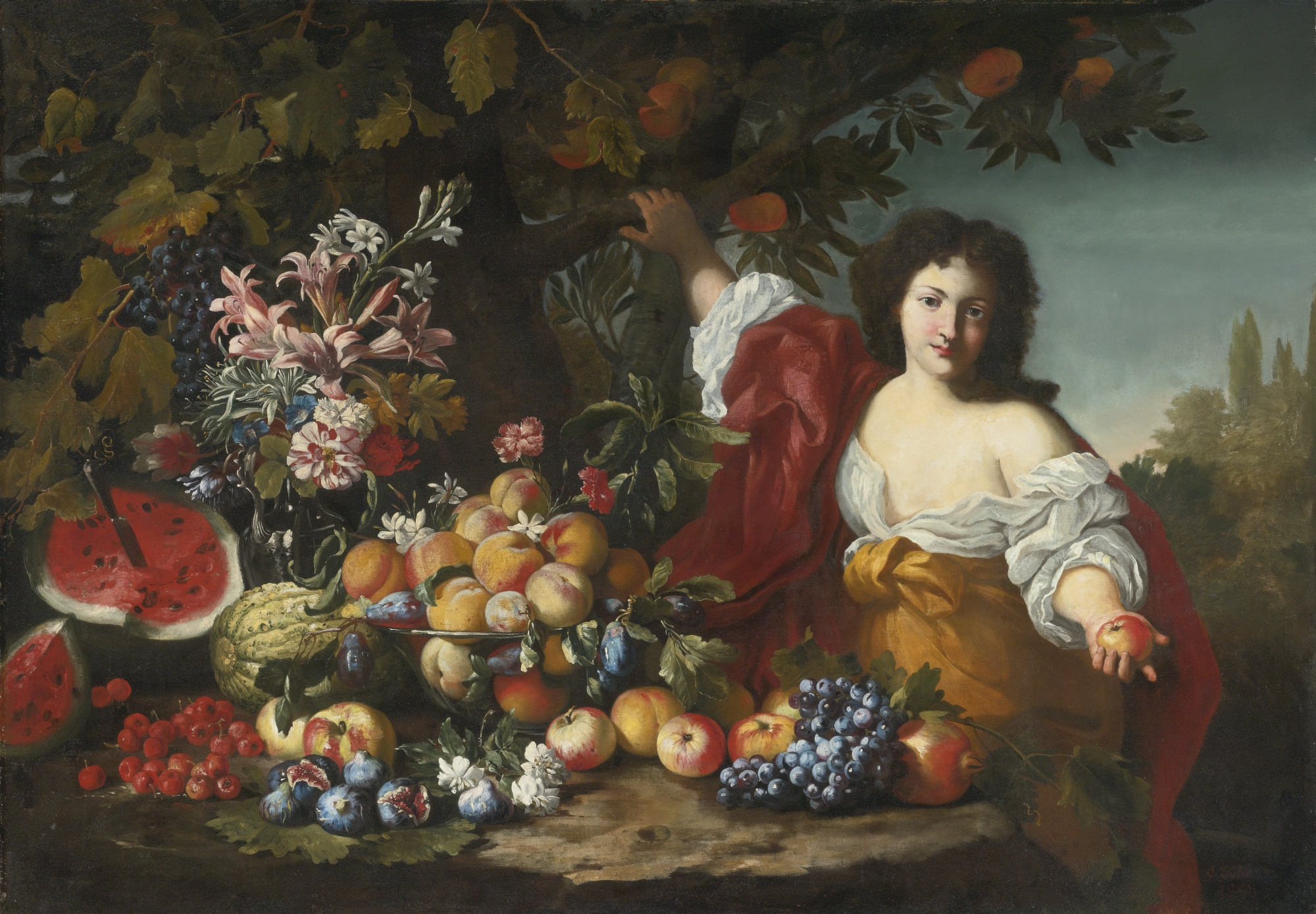
А. Брейгель и Г. Куртуа. Натюрморт из фруктов и цветов с фигурой. Между 1650 и 1697. Холст, масло. Частное собрание
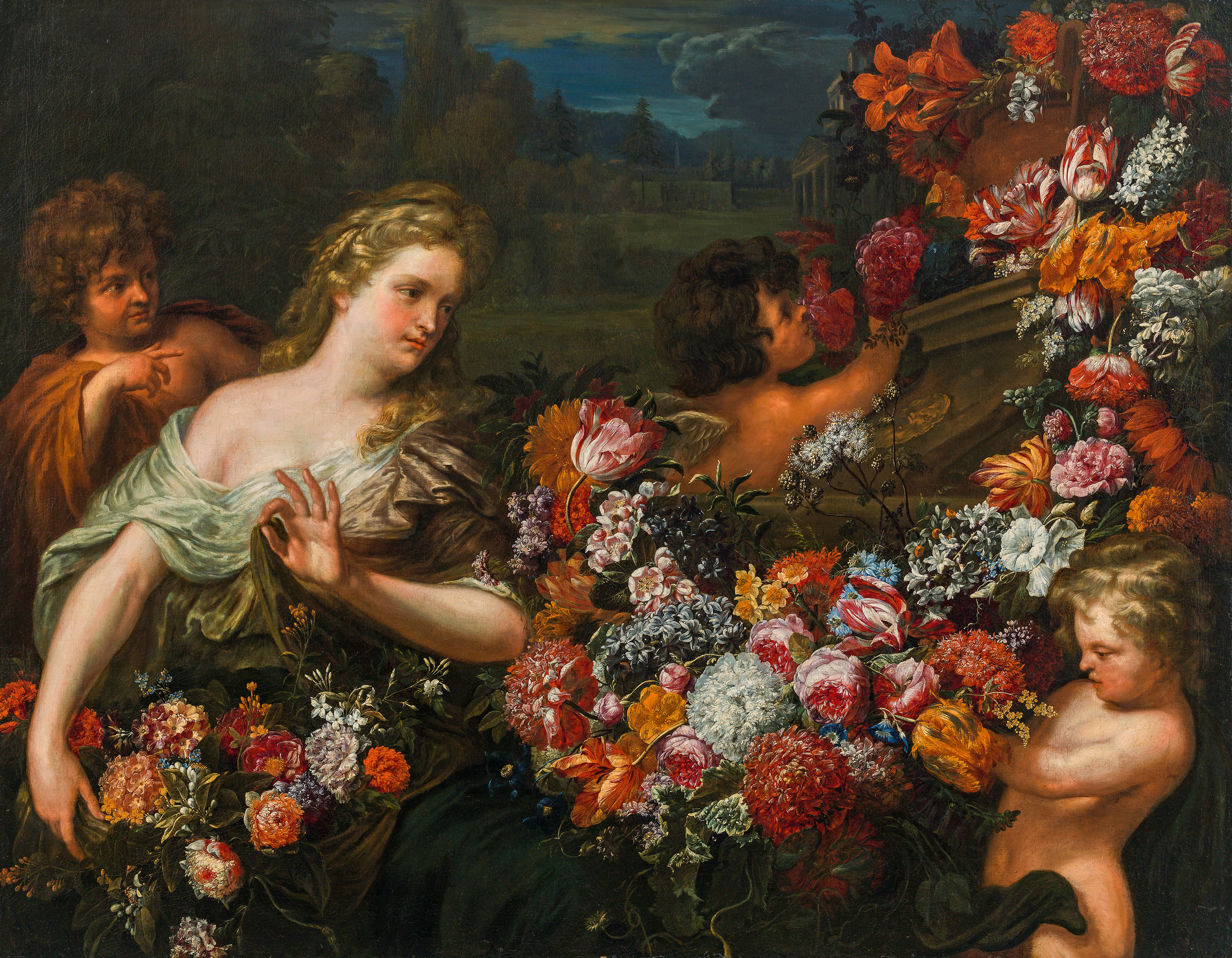
А. Брейгель и Г. Куртуа. Флора с херувимами и цветами в итальянском пейзаже. Между 1665 и 1675. Холст, масло. Частное собрание
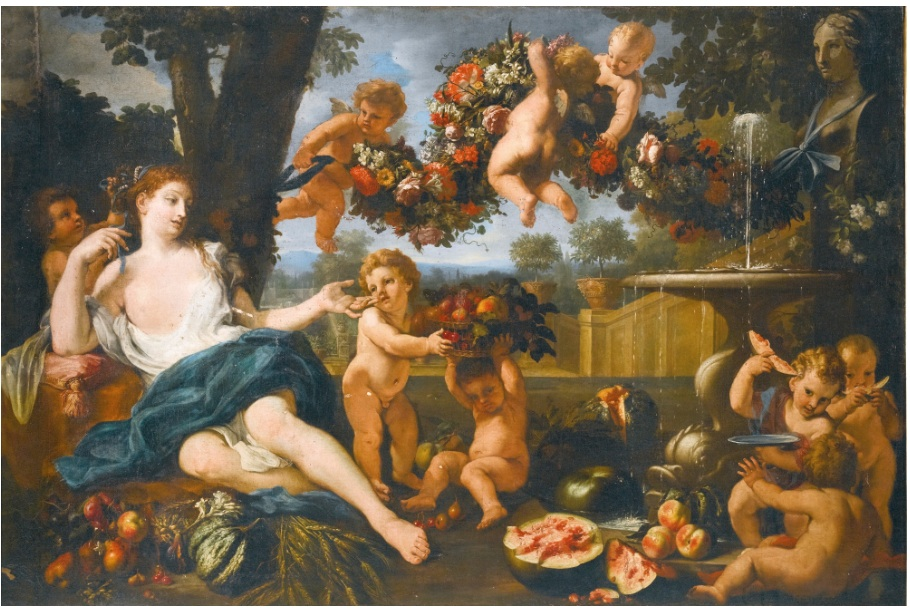
А. Брейгель и Г. Куртуа. Церера у фонтана в окружении путти. Между 1665 и 1675. Холст, масло. Частное собрание
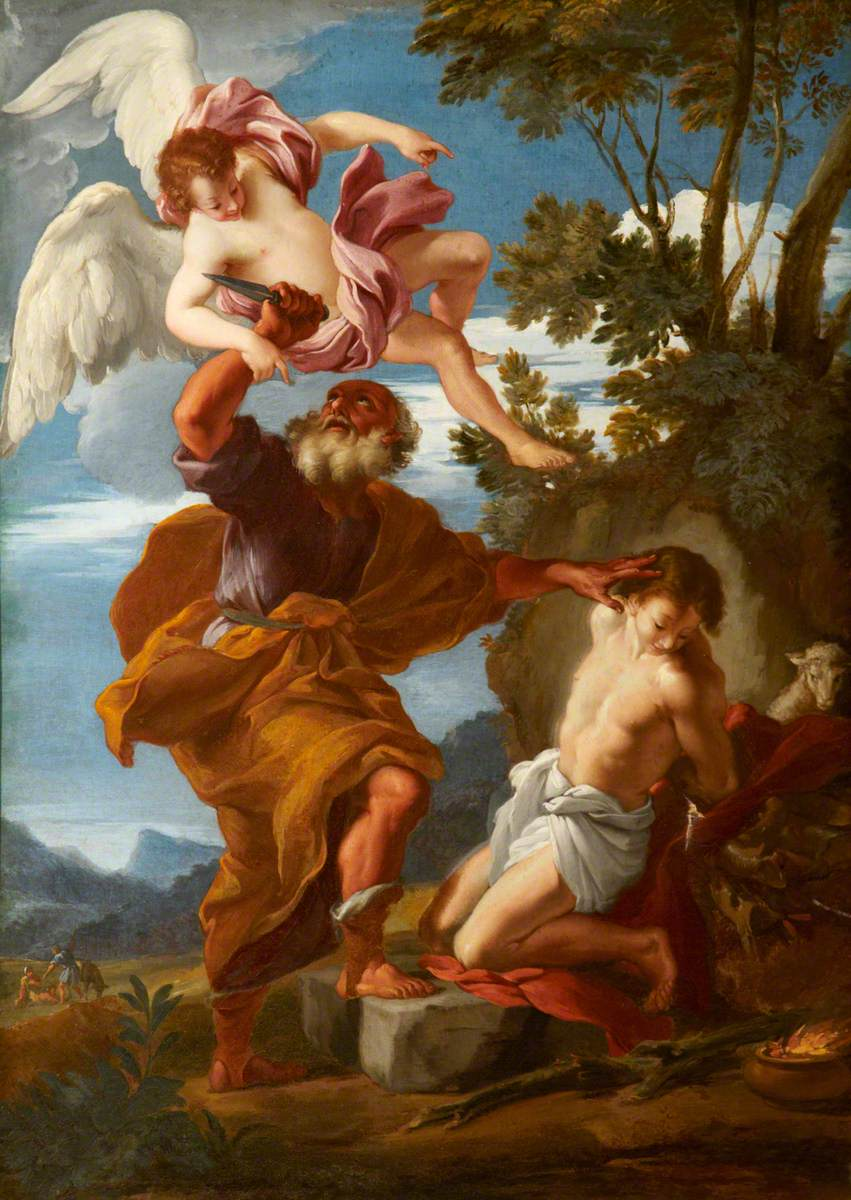
Жертвоприношение Исаака. Между 1660 и 1669. Холст, масло. Национальный фонд, Великобритания
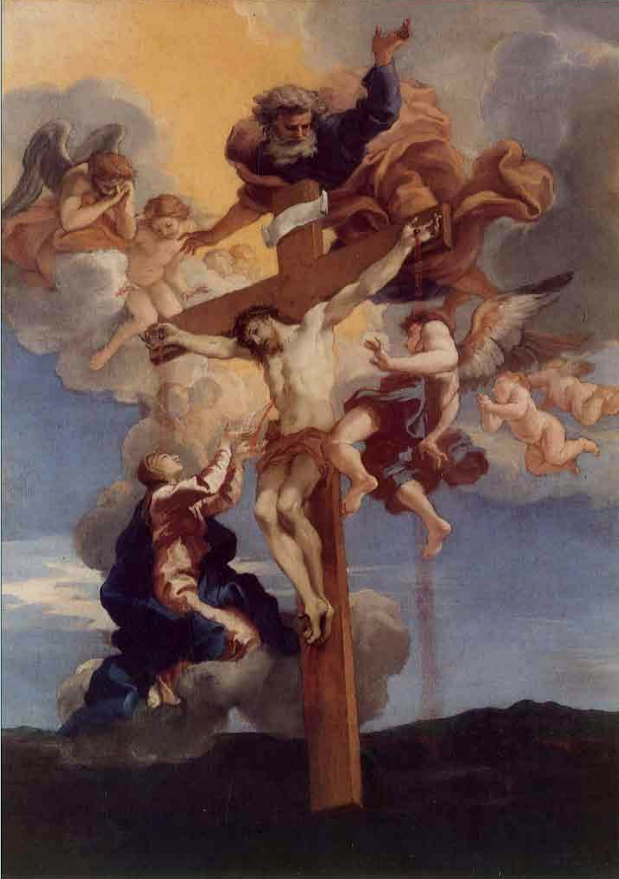
Sanguis Christi (Кровь Христа). Холст, масло. Частное собрание
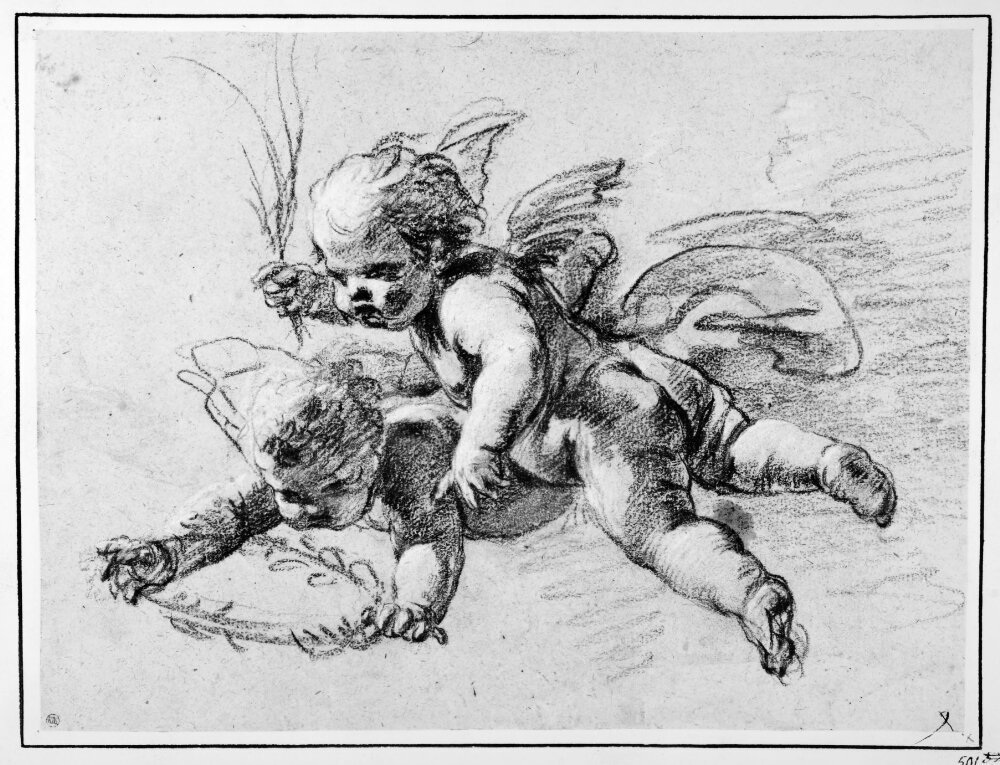
Два путти. Бумага, итальянский карандаш. Национальный музей изобразительных искусств, Стокгольм